# María Mercedes Pila
Pour les articles homonymes, voir Pila.
María Mercedes Pila Viracocha, née le 10 juin 1979 à San Juan De Pastocalle, dans la province de Cotopaxi, est une coureuse d'ultra-trail espagnole d'origine équatorienne. Elle a remporté la médaille de bronze de l'Ultra SkyMarathon aux championnats du monde de skyrunning 2018.

## Biographie
Née dans le village de San Juan De Pastocalle, dans la province de Cotopaxi, elle grandit au pied du volcan Cotopaxi à plus de 3 000 mètres d'altitude. En 2000, elle décide d'émiger en Espagne sur conseil de son cousin afin d'y trouver une vie meilleure. Travaillant comme domestique, elle parvient à obtenir un diplôme d'études secondaires. Elle découvre la course à pied en 2011 à l'occasion d'une course féminine de 5 kilomètres contre le cancer du sein lors de ses vacances dans son pays natal. Hésitante à prendre le départ de peur de se dévoiler en tenue de sport, elle est encouragée par son frère. L'expérience s'avère concluante et María prend goût à la compétition. De retour en Espagne, elle s'investit plus activement dans le sport. Après avoir rencontré son futur mari, elle découvre les sports de montagne en 2013 et remporte sa première victoire en trail. Recherchant les conseils d'un entraîneur pour l'aider à progresser, son compagnon accepte d'endosser ce rôle puis l'épouse,,.
En 2015, elle se lance avec succès dans l'ultra-trail et décroche d'emblée ses premiers podiums. Elle termine la saison en se classant deuxième de la Coupe d'Espagne d'ultra-marathon derrière Nuria Domínguez.
Elle connaît une excellente saison 2016. Le 23 avril, elle prend le départ du Penyagolosa Trails CSP et crée la sensation en dominant la course. Elle s'impose en 15 h 2 min 13 s, battant de plus d'une heure et demi sa plus proche poursuivante Silvia Trigueros Garrote. Le 24 juin, elle s'élance sur le Gran Trail Peñalara et mène la course en solitaire. Elle s'impose en 16 h 1 min 46 s avec plus d'une heure d'avance sur la Française Roxane Ardiet. Avec deux victoires et une troisième place sur trois épreuves, elle domine largement le classement général de la Coupe d'Espagne d'ultra-trail. Elle remporte également le classement général de la Spain Ultra Cup.
En 2017, elle manque la troisième manche de la Coupe d'Espagne d'ultra-trail et avec une seule victoire sur l'Ultra Güeyos del Diablu, elle s'incline pour 12 points au classement final derrière Marta Escudero.
Ses excellents résultats en trail attirent l'attention de la Fédération équatorienne d'athlétisme qui décide pour la première fois de présenter une équipe nationale aux championnats du monde de trail 2018 courus dans le cadre des Penyagolosa Trails avec María Mercedes comme principale représentante. Elle s'y classe cependant à une décevante 29e place. Le 14 septembre, elle prend part aux championnats du monde de skyrunning sur l'épreuve d'Ultra SkyMarathon courus dans le cadre du Ben Nevis Ultra. Tandis que la Néerlandaise Ragna Debats s'envole vers la victoire sur l'épreuve raccourcie à 47 km, María Mercedes lutte avec Gemma Arenas pour la seconde place. Partie prudemment, cette dernière remonte en deuxième partie de course et s'échange la deuxième place à plusieurs reprises avec l'Équatorienne. La médaille d'argent se joue au sprint final à l'avantage de l'Espagnole pour quatre secondes. María Mercedes devient ainsi la première athlète équatorienne à décrocher une médaille lors d'une compétition internationale de skyrunning.
Ayant obtenu la nationalité espagnole, elle s'illustre dans son pays d'adoption en décrochant le titre de championne d'Espagne des 50 kilomètres le 12 juin 2021 lors de l'édition inaugurale à Santander. Le 14 novembre, elle remporte son second titre espagnol en dominant les championnats de marathon courus dans le cadre du marathon de Ténérife. Sans réelle concurrence, elle s'impose en 2 h 55 min 24 s.
Le 12 juin 2022, elle s'élance au départ des championnats d'Espagne des 100 kilomètres à Santander. Elle mène la course et s'impose en 7 h 55 min 55 s. Elle décroche son troisième titre national et établit un nouveau record d'Espagne de la distance, battant d'une minute et demi le précédent record d'Alicia Pérez.
Le 22 janvier 2023, elle prend part aux championnats d'Europe masters de marathon courus dans le cadre du marathon de Funchal. Elle remporte le titre en catégorie W40 en s'imposant en 2 h 52 min 11 s.

## Palmarès

### Trail
| no  | féminin            | Course                                                  | Longueur | Départ            | Temps            |
| --- | ------------------ | ------------------------------------------------------- | -------- | ----------------- | ---------------- |
| 30e | Médaille de bronze | Gran Trail Peñalara                                     | 115 km   | 27 juin 2015      | 16 h 18 min 46 s |
| 27e | Médaille de bronze | Transgrancanaria Advanced                               | 83 km    | 5 mars 2016       | 9 h 43 min 56 s  |
| 13e | Médaille d'or      | Penyagolosa Trails                                      | 115 km   | 23 avril 2016     | 15 h 2 min 12 s  |
| 20e | Médaille d'or      | Gran Trail Peñalara                                     | 115 km   | 24 juin 2016      | 16 h 1 min 46 s  |
| 41e | Médaille d'or      | Trilhos dos Abutres                                     | 50 km    | 28 janvier 2017   | 6 h 16 min 8 s   |
| 17e | Médaille d'argent  | Penyagolosa Trails                                      | 115 km   | 22 avril 2017     | 15 h 3 min 42 s  |
| 17e | Médaille de bronze | Haría Extreme                                           | 94 km    | 19 novembre 2017  | 10 h 32 min 4 s  |
| 39e | Médaille de bronze | Buff Epic Trail 42K                                     | 42 km    | 1er juillet 2018  | 5 h 30 min 22 s  |
| 44e | Médaille de bronze | Championnats du monde de skyrunning - Ultra SkyMarathon | 47 km    | 14 septembre 2018 | 4 h 50 min 36 s  |
| 13e | Médaille d'or      | Penyagolosa Trails CSP                                  | 106 km   | 22 avril 2023     | 13 h 12 min 2 s  |
| 31e | Médaille d'argent  | Ultra Pirineu                                           | 100 km   | 30 septembre 2023 | 13 h 4 min 44 s  |
| 23e | Médaille d'argent  | Penyagolosa Trails CSP                                  | 106 km   | 20 avril 2024     | 13 h 58 min 16 s |
| 25e | Médaille d'argent  | Penyagolosa Trails CSP                                  | 106 km   | 12 avril 2025     | 14 h 3 min 39 s  |

### Route
| Année | Compétition                              | Lieu                   | Place | Épreuve        | Performance     |
| ----- | ---------------------------------------- | ---------------------- | ----- | -------------- | --------------- |
| 2021  | Championnats d'Espagne de 50 kilomètres  | Santander              | 1re   | 50 kilomètres  | 3 h 33 min 33 s |
| 2021  | Championnats d'Espagne de marathon       | Santa Cruz de Tenerife | 1re   | Marathon       | 2 h 55 min 24 s |
| 2022  | Championnats d'Espagne de 100 kilomètres | Santander              | 1re   | 100 kilomètres | 7 h 55 min 55 s |

## Records
| Épreuve        | Performance     | Date            | Lieu       |
| -------------- | --------------- | --------------- | ---------- |
| Semi-marathon  | 1 h 18 min 56 s | 23 janvier 2022 | Santa Pola |
| Marathon       | 2 h 42 min 56 s | 23 février 2020 | Séville    |
| 50 kilomètres  | 3 h 33 min 33 s | 12 juin 2021    | Santander  |
| 100 kilomètres | 7 h 55 min 55 s | 11 juin 2022    | Santander  |